# Недзвяда (гмина)
Гмина Недзвяда (пол. Gmina Niedźwiada)—сельская гмина (волость) в Польше, входит как административная единица в Любартувский повет, Люблинское воеводство. Население — 6362 человека (на 2004 год).

## Сельские округа
1. Береюв
2. Бжезница-Быхавска
3. Бжезница-Быхавска-Колёня
4. Бжезница-Ксёнженца
5. Бжезница-Ксёнженца-Колёня
6. Бжезница-Лесьна
7. Гурка-Любартовска
8. Недзвяда
9. Недзвяда-Колёня
10. Палечница
11. Палечница-Колёня
12. Тарло
13. Тарло-Колёня
14. Забеле
15. Забеле-Колёня

## Соседние гмины
1. Гмина Любартув
2. Любартув
3. Гмина Острув-Любельски
4. Гмина Острувек
5. Гмина Парчев
6. Гмина Серники
7. Гмина Семень